# 21. SS oružana gorska divizija "Skanderbeg"
21. oružana gorska divizija SS-a „Skanderbeg” ili 21. Waffen-Gebirgs-Division SS der „Skanderbeg“ (skraćeno Skanderbeg, također i albanska br. 1) je bila vojna jedinica u sastavu Waffen SS-a tijekom Drugog svjetskog rata. Utemeljio ju je Heinrich Himmler u ožujku 1944., a ime je dobila po Gjergju Kastriotiu Skanderbegu, albanskom narodnom junaku koji je vodio otpor protiv Osmanskog carstva, tj. njihove invazije koja je trajala 25 godina.

## Formiranje
U nadi da će sastaviti vojsku koja će vratiti Kosovo pod albansku upravu 11.398 novaka prijavilo se u Waffen SS u Berlin. Od njih, 9.275 bilo je pogodno za novačenje, a unovačeno ih je samo 6.000 u Waffen SS. Međutim, broj vojnika je brzo porastao, a moral vojnika je kritično spao, što je prisililo Njemačku da raspusti diviziju nakon samo osam mjeseci postojanja.
Kosovski Albanci su invaziju na Kraljevinu Jugoslaviju od strane Sila Osovina gledali kao priliku da se odcjepe od kraljevine i pripoje Albaniji. Godine 1941. Albanija, Zapadna Makedonija i većina Kosova su bili pod talijanskom kontrolom. Usljedila je kapitulacija Fašističke Italije, što je značilo i da sav okupirani prostor te države odlazi pod kontrolu Njemačke, pa uključujući i Albaniju.
1943. velik broj Albanaca s područja Kosova i Sandžaka unovačen je u 13. oružanu gorsku diviziju SS-a „Handschar”. Bili su u bojnoj I/2 (kasnije I/28), a 17. travnja 1944. s područja NDH prebačeni su na Kosovo.
21. oružana gorska divizija SS-a „Skanderbeg” bila je jedina divizija koja je bila čisto albanska tijekom Drugog svjetskog rata. Uspostavljena je radi protu-partizanske borbe na području Albanije. Nijemci su pripadnicima divizije obećali stvaranje tzv. Prirodne Albanije (Velike Albanije) u koju je spadala današnja Republika Albanija, Zapadna Makedonija i Republika Kosovo.
U veljači 1944. odluka kojom je stvorena albanska SS divizija je donesena. Skanderbeg je trebala biti paralelna s Handžar divizijom u NDH. Prema Berndu Fischeru, divizija je imala 1.500 ratnih zarobljenika, uglavnom Albanaca s Kosova koji su služili jugoslavensku vojsku, i još tomu vojnika albanske vojske koja je kapitulirala 1939., te osim ratnih zarobljenika imala je dobrovoljce iz Albanije. Xhafer Deva, Albanac s Kosova, te ministar unutarnjih poslova na području Albanije u vrijeme nacističke okupacije, pomogao je u novačenju u novu albansku diviziju.
Divizija je stavljena pod zapovjedništvo Standartenführera Augusta Schmidthubera, kasnije promaknutog u Oberführera. Divizija se borila protiv komunističkih partizana Envera Hoxhae čiji su partizani bili u porastu i proširili svoje djelovanje širom Albanije i Jugoslavije. SS divizija Skanderbeg imala je ozbiljan problem s nedostatkom instruktora, časnika i dočasnika.
Divizija je djelovala osam mjeseci (veljača 1944. – studeni 1944.) sa snagom od 6.000–6.500 vojnika, što je bio premalen broj vojnika za jednu diviziju koje uglavnom imaju 10.000–20.000 vojnika. Uz to, većina vojnika divizije je dezertirala, te je proglašen neuspjeh i raspust divizije. U listopadu 1944. divizija je imala očajnih 3.500 vojnika koji su se odbijali boriti i provoditi naredbe i nikada nisu postali značajna divizija.
SS Brigadefűhrer August Schmidthuber, jedan od zapovjednika 21. oružane gorske divizije SS-a „Skanderbeg”, zarobljen je 1945. i dat na suđenje u Jugoslaviji. Suđeno mu je u veljači 1947. od strane Jugoslavenskog vojnog suda u Beogradu s optužbama da je sudjelovao u masakrima, deportacijama i činovima protiv civila. Osuđen je na smrt vješanjem. Smaknut je 27. veljače 1947.

## Oznake
Divizija je na divizijskom grbu imala dvoglavog bijelog orla na crnoj pozadini. Vojnici divizije nosili su bijelu goršačku, albansku tradicionalnu kapu zvanu pileus. Kasnije je SS odlučio da se nose i šljemovi s istim oznakama i lubanjom (njem. Totenkopf).

## Djelovanje
Vođeni njemačkim časnicima, u svibnju 1944., neke trupe divizije boravile su u Đakovici i okolnom području da štite rudnike. U sredini mjeseca, trupe su sudjelovale u deportaciji 281 Židova. Samo nekoliko mjeseci kasnije, ova Waffen SS divizija bila je vojno nekorisna/beskorisna. i proglašena je neuspjehom. Pripadnici divizije služili su kao dodatak nacističkim trupama i terorizirali su nealbansko stanovništvo na području tzv. Velike Albanije koja nije bila dio albanskog vlasništva. 
Divizija je sudjelovala u Wehrmachtovoj operaciji Fuchsjagd, komunistima poznata kao Bitka na Dibri. Bitka je trajala od 18. do 27. kolovoza 1944. Divizija se borila zajedno s vojnicima tadašnje albanske vlade, starosjedilačkim bandama iz rimokatoličkog "klana Mirdita", nacionalističkom četom iz Dibre i s oko 800 vojika pukovnika Abaz Kupi, tj. njegove zogističke zakonske frakcije. Kapmanja protiv komunističkih partizana u središnjoj Albaniji bila je neuspjeh, i dovela je do samo veće dezertacije.
Jedina druga akcija ove divizije bila je zaštita njemačkog povlačenja kroz Kosovo, a za zamjenu Nijemci su im obećali dati oružje i streljivo. 700 bivših pripadnika albanske SS divizije i oko 5.000 kosovskih Albanaca su sudjelovali u zaštiti njemačkog povlačenja i bili su naoružani, te su se uspješno odupirali partizanskim napadima i bugarskim provalama.

## Sastav divizije
- Waffen Gebirgsjäger Regiment of SS 50 (Oružana gorska pukovnija SS-a 50)
- Waffen Gebirgsjäger Regiment of SS 51 (Oružana gorska pukovnija SS-a 51)
- Waffen Gebirgs Artillery Regiment 21 (Oružana gorska topnička pukovnija 21)
- SS Reconnaissance Battalion 21 (SS izviđačka bojna 21)
- SS Panzerjäger Battalin 21 (SS protu-tenkovska bojna 21)
- SS Gebirgs Pionier Battailon 21 (SS gorska pionirska bojna 21)
- SS Versorgüngs Battalion 21
- SS Signals Battalion 21 (SS signalska bojna 21)
- SS Medical Battalion 21 (SS liječnička bojna 21)[6]